# Helius fulvithorax
Helius fulvithorax är en tvåvingeart som först beskrevs av Frederick Askew Skuse 1890.  Helius fulvithorax ingår i släktet Helius och familjen småharkrankar. Inga underarter finns listade i Catalogue of Life.